# Dysmerus basalis
Dysmerus basalis là một loài bọ cánh cứng trong họ Laemophloeidae. Loài này được Casey miêu tả khoa học năm 1884.